# Schleswigsche Sammlung Nordischer Alterthümer

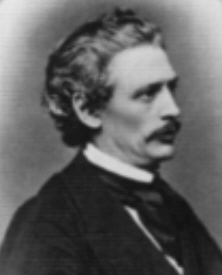
Der langjährige Leiter der Flensburgsammlung Helvig Conrad Engelhardt

Die Schleswigsche Sammlung Nordischer Alterthümer, auch Königliche Sammlung skandinavischer Altertümer in Flensburg (dänisch: Kongelige Samling af nordiske Oldsager i Flensborg), Flensburgsammlung oder Flensburger Sammlung (dänisch: Flensborgsamlingen), war ein Museum für Altertümer und archäologische Funde des Herzogtums Schleswig, die in der ersten Hälfte des 19. Jahrhunderts aus Angeln, Sundewitt, Alsen, Ærø und dem übrigen Nordschleswig zusammengetragen wurde.
Die Sammlung  war in einer Schule untergebracht, wurde dann aber in den Regierungshof Flensburgs überführt. Die wichtigsten Objekte der Sammlung stammen aus den Mooropferplätzen Thorsberger Moor aus den Ausgrabungen von 1858 bis 1861 und dem Nydam-Moor mit dem Nydam-Schiff der Grabungskampagnen von 1859 bis 1863. Die Sammlungsbestände wuchsen besonders in den Jahren 1852 bis 1864 durch Conrad Engelhardts Ausgrabungen stark an. Daneben kaufte er Funde und Antiquitäten an und erhielt zahlreiche Schenkungen für das Museum. Nach dem Ende des Deutsch-Dänischen Krieges im Jahre 1864 mit der Kapitulation Dänemarks ging die Sammlung in preußischen Besitz über. Engelhardt versteckte die Sammlung 1867 und versuchte vergeblich, sie in dänischem Besitz zu halten. Schließlich musste Engelhardt die Sammlung herausgeben. 1874 wurde das Museum aufgelöst und die Bestände 1877 an das Museum vaterländischer Alterthümer nach Kiel überführt. Auch nach den Kapitulationen Deutschlands im Ersten und Zweiten Weltkrieg versuchte Dänemark vergeblich, das Eigentum an der Sammlung zu erwirken, jedoch wurde die Sammlung Deutschland zugesprochen.
Heute befindet sich ein großer Teil der Sammlung im Archäologischen Landesmuseum Schloss Gottorf in Schleswig, der übrige Teil befindet sich im Dänischen Nationalmuseum in Kopenhagen.